# Еди Меркс
Барон Едуард Луи Жозеф Меркс (на нидерландски: Edouard Louis Joseph baron Merckx), по-известен като Еди Меркс (на нидерландски: Eddy Merckx), е белгийски професионален колоездач, считан от мнозина за най-успешния колоездач в историята на спорта. Победите му включват ненадминати 11 победи на Гранд тур (пет пъти Обиколка на Франция, пет пъти Обиколка на Италия и веднъж Обиколка на Испания), три Световни първенства по шосейно колоездене, часов рекорд, всички еднодневни класики освен Париж-Тур и многобройни победи на писта.
Меркс е роден в Тийлт-Винге, но израства в Синт Питерс - Волюве. Практикува няколко спорта, но открива в колоезденето истинската си страст. Получава първия си велосипед на 3 или 4 години и участва в първото си състезание през 1961 г.
След като печели 80 състезания като аматьор, той става професионалист на 29 април 1965 г., когато подписва със Solo–Superia. Първата му голяма победа е на Милано-Санремо, година по-късно, след като е преминал към Peugeot–BP–Michelin. След сезона през 1967 г., Меркс се мести във Faema и печели Обиколката на Италия, първата му победа на Гранд тур. Четири пъти между 1970 и 1974 г. Меркс печели два пъти Гранд тур. Последния път успява да спечели и Световното първенство по шосейно колоездене, като така става първият колоездач, спечелил Тройната корона на колоезденето. Меркс чупи часовия рекорд през октомври 1972 г., като удължава рекорда с почти 800 метра.
Получава прякора си „Канибала“, след като негов съотборник казва на дъщеря си как Меркс не дава на никой да спечели, а дъщеря му го нарича канибал. Меркс постига 525 победи през 18-годишната си кариера. Той е един от тримата колоездачи, спечелвали всчиките пет „Паметника“ (Милано-Санремо, Обиколка на Фландрия, Париж-Рубе, Лиеж-Бастон-Лиеж и Обиколка на Ломбардия). Другите двама са белгийците Роже Де Вламинк и Рик Ван Лой. Меркс е успешен както на шосето, така и на пистата. Въпреки това, той е замесен в три допинг инцидента през кариерата си.
След пенсионирането му от спорта на 18 май 1978 г., той остава деен сред колоездачните среди. Основава своя собствена колоездачна верига, Edyy Merckx Cycles през 1980 г. и велосипедите му се използват от няколко професионални отбора през 1980-те и 1990-те години. Меркс е треньор на белгийския национален отбор по колоездене в продължение на 10 години. През 2001 г. играе ключова роля в основаването на Обиколката на Катар. Той е съ-собственик на събитието, както и на Обиколката на Оман.

## Ранен живот и аматьорска кариера
Едуард Луис Жозеф Меркс е роден в Тийлт-Винге, Брабант, Белгия на 17 юни 1945 г., син на Жул Меркс и Жени Питомвилс. Меркс е първото дете на семейството. През септември 1946 г. семейството се премества в Синт Питерс - Волюве, за да поеме хранителен магазин, който се дава под наем. През май 1948 г. Жени ражда близнаци. Като дете Еди е хиперактивен и постоянно играе навън.
Еди е състезателен тип и играе няколко спорта, сред които баскетбол, бокс, футбол и тенис на маса. Дори играе тенис на трева за местен младежки отбор. Все пак, Меркс твърди, че е знаел, че иска да стане колоездач още от 4-годишна възраст и че неговият пръв спомен е катастрофа с колелото си на същата възраст. Меркс започва да кара колело на 3 – 4 години и го кара всеки ден до училище от 8-годишна възраст. Меркс имитира своя колоездачен идол Стан Окерс с приятелите си, когато карат колела заедно.
През лятото на 1961 г. Меркс купува първия си състезателен лиценз и се състезава в първото си официално състезание, месец след като навършва 16 години, завършвайки на 6-о място. Той кара в още 12 състезания, преди да спечели първото си на 1 октомври 1961 г. През зимата на същата година той тренира с бившия състезател Фелисиен Варвеке на местния велодрум. Меркс печели второто си състезание на 11 март 1962 г. През 1962 г. като цяло се състезава общо в 55 състезания, а докато отделя все повече време на колоезденето, оценките му в училище се влошават. След като спечелва белгийската аматьорска титла по шосейно колоездене, Меркс отказва предложение от училището си за отлагане на изпитите и отпада от училище. Завършва сезона с 23 победи до името си.
Меркс е избран да се състезава в шосейното колоездене при мъжете на Лятната олимпиада през 1964 г. в Токио, в която завършва на 12-о място. По-късно през същия сезон печели първенството по аматьорско шосейно колоездене в Саланш, Франция. Меркс остава аматьор до април 1965 г. и завършва аматьорската си кариера с 80 победи.

## Професионална кариера

### 1965: Първи професионален сезон
Меркс става професионалист на 29 април 1965 г., когато подписва с отбора на Рик Ван Лой, Solo–Superia. На 1 август Меркс финишира на второ място в белгийските национални първенства, което го квалифицира за Световното първенство по шосейно колоездене. Рафаел Жемиани, мениджърът на колоездачния отбор Bic, отива при Меркс на събитието и му предлага 2500 франка на месец, за да се присъедини към отбора му през следващия сезон. Меркс се съгласява да подпише, но тъй като е непълнолетен, договорът се оказва невалиден.
След като завършва шосейното състезание на 29-о място, Меркс се завръща в Белгия и дискутира плановете си за следващия сезон с мениджъра си Жан Ван Бугенхут. Ван Бугенхут помага за оркестрирането на преместването на Меркс към френския Peugeot-BP-Michelin за 20 000 франка на месец. Меркс е избран да напусне Solo–Superia, поради начина, по който се отнася със съотборниците си, в частност Ван Лой. Ван Лой и други съотборници се присмиват на Меркс, заради неговите хранителни навици, или го наричат с имена. Освен това Меркс по-късно заявява, че през времето си с отбора на Ван Лой не е бил научен на нищо. Докато е със Solo–Superia, той печели 9 от 70 състезания.

### 1966: Първа паметна победа
През март 1966 г. Меркс участва в първото си голямо състезание като професионален колоездач, Париж-Ница. Той поема водачеството през за един етап, преди да го загуби от Жак Анкетил и накрая да завърши на 4-то място. Милано-Санремо, първото му участие на един от паметниците на колоезденето, е следващото събитие в календара на Меркс. Там той успява да стои с групата, когато състезанието навлиза в последното изкачване на Поджио. Той атакува изкачването, като накрая остава група от 11 души с него включително. Меркс е съветван от мениджъра си да задържи спринта си до възможно най-късно преди финиша. Три други колоездача достигат линията с него, но Меркс ги побеждава в спринта. През следващите седмици той се състезава в Обиколката на Фландрия и Париж-Рубе. В първата той пада, а във втората пука гума. На Световното първенство по шосейно колоездене през 1966 г. той финишира на 12-о място, след като претъпява схващане в последните километри. Завършва сезона на 1966 г. с общо 20 победи.

### 1967: Втори път Милан-Санремо и световен шампион
Меркс оставят следващата си кампания с две етапни победи на Обиколката на Сардиния. Тези успехи са последвани от класиката Париж-Ница, където печели втория етап и поема лидерството в състезанието. Два етапа по-късно, съотборникът му Том Симпсън атакува с още няколко колоездача изкачване и се изстрелва почти 20 минути преди Меркс, който остава в групата отзад. Меркс атакува два дни по-късно на изкачване след 70-ия километър на етапа. Успява да си осигури здрава преднина, но се подчинява на заповеди от своя мениджър да изчака догонващия Симпсън. Меркс печели етапа, докато Симпсън подсигурява общата си победа.
На 18 март Меркс се включва в състезанието Милано-Санремо. Започва атаки на Капо Берта и Поджио, оставяйки единствено Джиани Мота с него. Двамата намалят темпото си и са настигнати от още състезатели. Меркс печели надпреварата на финиша. Следващата му победа е на Флеш Валон. На 20 май се включва в Обиколката на Италия, първия му Гранд тур. Спечелва 12-и и 14-и етапи, преди да завърши на 9-о място в генералното класиране.
На 2 септември подписва с Faemino–Faema за 10 години и 400 000 белгийски франка. Той прави преместването, за да има пълен контрол над отбора, за който се състезава. Освен това той не иска да плаща за различни разходи като капли и гуми. На следващия ден Меркс се включва в Световното първенство по шосейно колоездене в Херлен, Нидерландия. Маршрутът включва 10 обиколки на писта. Мота атакува на първата обиколка, но е настигнат от Меркс и още 5 колоездача. Групата изтънява до 5 души, докато стига финалната права, на която Меркс успява да надвие Ян Янсен за първото място. Така, той става третият колоездач, спечелил титлите на световното аматьорски и професионално първенство по шосейно колоездене.

### 1968: Първа победа на Гранд тур
Първата победа на Меркс с новия му отбор идва при етап на Обиколката на Сардиния. В Париж-Ница е принуден да се откаже, поради травма на коляното, която претърпява по време на състезанието. Не успява да спечели третото си поредно Милано-Санремо и пропуска Обиколката на Фландрия. Следващата му победа е на Париж-Рубе, където се налага над Херм Ван Шпрингел в състезание с лоши метеорологични условия и чести пукания на гуми на съперниците.
С повелята на отбора си, Меркс участва в Обиколката на Италия, вместо в Обиколката на Франция през 1968 г. Той печели втория етап, след атака на 1 километър преди финиша. 12-ия етап е помрачен от дъждовно време и изкачване на Тре Чиме ди Лаваредо на края. Докато Меркс достига предпоследното изкачване, на челото на състезанието вече има група от 6 колоездачи с 9-минутно предимство. Меркс атакува и успява да изработи голяма дистанция между себе си и групата, която оставя, преди да спре, за да смени гума с цел да намали скоростта си по заповед на отборния си мениджър. Меркс се качва на велосипеда си, настига водещата група и я задминава преди финиша, на който печели етапа и поема лидерството в състезанието. Меркс продължава и печели генералното класиране, класирането по точки, както и планинското класиране. В Обиколката на Каталуния Меркс поема водачеството от Джимонди по време на бягането по часовник и спечелва събитието като цяло. Завършва сезона с 32 победи в 129 състезания.

### 1969: Победа в Париж и травма в Блоа
Меркс започва сезона на 1969 г. с победи на Обиколката на Валенсия и Париж-Ница, където печели както в генералното класиране, така и в етапи. На 30 март Меркс извоюва първата си голяма победа за сезона в Обиколката на Фландрия. В дъждовен и ветровит ден, той атакува първо Уде Куаремон, но пука гума, което анулира всякаква преднина, която успява да установи. Докато вятърът се изменя от страничен към насрещен с оставащи близо 70 km, Меркс увеличава темпото си и кара сам до победа. През 17-те дни след Обиколката на Фландрия Маркс печели 9 пъти. Печели Милано-Санремо, а в средата на април печели Лиеж-Бастон-Лиеж, когато атакува 70 km преди финиша в проливен дъжд.
Започва Обиколката на Италия на 16 май, заявявайки, че иска да кара по-малко агресивно, в сравнение с предната година, за да си запази енергия за Обиколката на Франция. Меркс печели 4 етапа и задържа водачеството до 16-ия ден. Все пак, преди старта на етапа, директорът Винченцо Ториани, заедно с телевизионна камера и двама пишещи, влиза в хотелската стая на Меркс и му заявява, че не е минал допингова контрола и е дисквалифициран от състезанието и му е забранено да се състезава за месец. На 14 юни забраната е вдигната.
Преди да започне Тура, Меркс прекарва голяма част от времето си в почивка и тренировки, състезавайки се само пет пъти. Меркс печели шести етап на състезанието като атакува на последното голямо изкачване, Балон д'Елзас, и надиграва съперниците си, които са успели да го последват първоначално. През 17-и етап Меркс е начело на състезанието с няколко претенденти за генералното класиране на Кол дю Турмале. Меркс минава по-висока предавка, атакува и преминава върха с 45-секундно преимущество. Въпреки заповедите да изчака да го настигнат, Меркс само повече усилва карането си. Кара до Кол дю Сулор и Кол д'Обиск, увеличавайки преднината си до 8 минути. На около 50 km от финала, Меркс започва да страда от хипогликемия и кара до края на етапа със сериозни болки. На края на етапа Меркс заявява пред журналисти: „Надявам се, че съм направил достатъчно вече, за да ме смятате за достоен победител.“. Меркс завършва състезанието с 6 етапни победи, както и с победа в генералното класиране, класирането по точки, планинското класиране, комбинирано класиране и титлата за най-агресивен колоездач.
Следващото му голямо състезание е двудневното Париж-Люксембург. Меркс изостава с 45 секунди на втория ден и атакува на 8 километра от финиша, на склона на Берелдан. Кара сам и настига Жак Анкетил, който задминава на 1 km преди финиша. Меркс печели етапа и си набавя достатъчно време пред водача Джимонди, за да спечели състезанието.
На 9 септември Меркс участва на тридневно омниум събитие на циментовия велодрум в Блоа, където всеки колоездач е воден от моторизиран велосипед. Фернанд Уамбст е водачът на Меркс за събитието. След като спечелва първият спринт на първия рунд, Уамбст решава да намали темпото им и да се изтеглят назад, въпреки че Меркс иска да стоят отпред, поради страх от инцидент. Уамбст иска да задминат всички, за да предоставят шоу за публиката. Тогава дуетът увеличава скоростта си и започват да изпреварват всеки състезател, но докато минават покрай колоездачите на първа позиция, водещият моторизиран велосипед губи контрол и се блъска в стената. Моторизираният велосипед отхвърча в Уамбст, докато педалът на Меркс се закача в друг моторизиран велосипед. Двамата колоездача падат по глава на пистата.
Уамбст умира от черепната си травма, докато бива транспортиран до болницата. Меркс остава в безсъзнание за 45 минути и се събужда в операционната зала. Претърпява сътресение, прищипани нерви в гърба, разместен таз и няколко охлузвания и натъртвания. Остава в болницата за седмица, преди да се завърне в Белгия. Прекарва 6 седмици в леглото, преди да започне да се състезава отново през октомври. Меркс по-късно заявява, че повече „никога не е същия' след катастрофата. След това той постоянно настройва седалката си по време на състезания, за да облекчава болката. На 26 октомври Меркс спира да се състезава, за да се възстанови.

### 1970: Двойна победа Джиро-Тур
Меркс навлиза в сезона на 1970 г. с лечение на лек тендинит на коляното си. Първата му голяма победа е на Париж-Ница, където печели генералното класирано и 3 етапа. На 1 април Меркс печели Гент-Вевелгем, а след това Обиколката на Белгия и Париж-Рубе. В Париж-Рубе Меркс се бори с настинка, докато състезанието започва в силен дъжд. Той атакува на 31 km от финала и печели с преднина от 5 минути и 21 секунди, най-голямата победна разлика в историята на състезанието. През следващия уикенд Меркс се опитва да се състезава за съотборника си Жозеф Бруйер във Флеш Валон, но Бруйер не насмогва на темпото на водещите колоездачи, оставяйки Меркс да спечели.
След скандала на миналогодишната Обиколка на Италия, Меркс няма особено желание да се върне към състезанието през 1970 г. Неговото участие в състезанието включва всичките му допинг контроли да се изпращат в Рим за тестове, а не да се провеждат на финиш линията като преди. Той започва състезанието и спечелва втория етап, но четири дни по-късно показва признаци на слабост в коляното си, след като бива изпреварен два пъти в планините. Въпреки това, на следващия ден Маркс атакува на финалното изкачване към град Брентонико и печели етапа, поемайки лидерството. Печели индивидуалното бягане по часовник в 9-и етап с почти 2 минути преднина пред завършилия на второ място, като така увеличава преднината си значително. Меркс не печели друг етап, но успява да разшири преднината си още малко преди края на състезанието.
Преди да започне Тур дьо Франс, Меркс печели Белгийското национално първенство по шосейно колоездене. Меркс печели пролога на Тура и облича жълтата фланелка. След като губи водачеството си във втория етап, той печели шести етап, след като се отцепва от групата с Лусиен Ван Импе и отново поема лидерството. След като уголемява преднината си в 9-и етап (индивидуално бягане по часовник), Меркс печели първият истински планински етап на състезанието, 10, и увеличава преднината си на 5 минути в генералното класиране. Меркс печели три от петте етапа през следващите няколко дни, включително финиш на Мон Ванту, където му е даден кислород след финиша. Меркс печели още два етапа, и двата индивидуално бягане по часовник, и печели Тура с преднина от 12 минути. Завършва Обиколката с 8 етапни победи и печели планинското и комбинираното класиране. Така той става третия колоездач, успял да спечели Обиколката на Италия и Обиколката на Франция в една календарна година.

#### 1971: Трета поредна Обиколка на Франция и пак световен шампион
Faema се разпуска към края сезона на 1970 г., което кара Меркс и няколко от съотборниците му да се преместят в други италиански отбор, Molteni. Първата голяма победа за Меркс през 1971 г. идва от Обиколката на Сардиния, която си подсигурява след самостоятелна атака и каране през дъжда, за да спечели последния етап на състезанието. Това е последвано от третата му поредна победа в Париж-Ница, състезанието, което води от старта до финиша. В Милано-Санремо Меркс работи със съотборниците си чрез 7-членно отцепване от групата, за да състави финална атака към Поджио. Атаката е успех и Меркс извоюва четвъртата си победа на състезанието. Шест дни по-късно той печели Омлоп Хет Ниувсблад.
След като отново печели Обиколката на Белгия, Меркс се отправя към големите пролетни класики. По време на Обиколката на Фландрия, съперниците на Меркс работят срещу него, за да не го оставят да спечели. Седмица по-късно той пука пет гуми по време на Париж-Рубе. Лиеж-Бастон-Лиеж през 1971 г. се отбелязва със студени и дъждовни метеорологични условия. След като атакува 90 km преди финиша, Меркс настига водачите и ги задминава. Той кара сам, преди да бъде застигнат от Жорж Пинтенс. Меркс и Пинтенс карат заедно до финиша, където Меркс печели надбягването между двамата. Вместо да участва в Обиколката на Италия, Меркс избира да се състезава в две по-кратки етапни състезания във Франция, Гран при дю Миди Либр и Критериум дю Дофине, като спечелва и двете.
Обиколката на Франция през 1971 г. започва с отборно бягане по часовник, което Меркс печели, извоювайки си преднина. Състезанието на другия ден е разделено на три части. Меркс губи преднината си след етап 1b, но си я възвръща след етап 1c, поради времеви бонус, който си извоюва от междинен спринт. По време на втория етап, голямо откъсване на претендентите за състезанието, сред които и Меркс, се образува с над 100 оставащи километра до края. Групата завършва 9 минути пред пелотона, докато Меркс изпреварва Роже де Вламинк по време на спринта, за да спечели етапа. След седмица състезаване, Меркс държи преднина от около минута пред основните претенденти. Осмият етап е отбелязан от планински финиш в Пюи дьо Дом. Бернар Тевене атакува на ниските склонове, а Меркс не може да му отвърне. Йоп Зутемелк и Луис Оканя тръгват с Тевене и приключват с 15 секунди преднина пред Меркс.
При спускането на Кол дю Кюшерон в 9-и етап, Меркс пука гума, което подтиква Оканя да атакува със Зутемелк, Тевене и Гьоста Петерсон. Четиримата финишират минута и половина преди Меркс и Зутемелк поема водачеството. На следващия ден Меркс губи осем минути от Оканя, след слабо представяне, поради стомашни болки. В началото на 11-и етап Меркс, трима съотборника, и още двама се отцепват. Групата на Меркс финишира две минути преди пелотона, предвождан от отбора на Оканя, Bic. След като спечелва последвалото бягане по часовник, Меркс печели още 11 секунди от Оканя. Състезанието навлиза в Пиренеите, като първият етап в Банйер дьо Люшон е съпътстван от тежки гръмотевични бури, които пречат на видимостта. При спускането на Кол дьо Манте, Меркс пада на ляв завой. Оканя, който кара зад него, пада на същия завой, а Зутемелк се блъска в него. Меркс пада отново при спускането, но поема водачеството, тъй като Оканя е принуден да се оттегли от състезанието, поради травма от падането. Меркс отказва да носи жълтата фланелка на следващия ден от уважение към Оканя. Той печели още два етапа, както и генералното класиране, класирането по точки и комбинираното класиране, когато състезанието завършва в Париж.
Седем седмици след Тура, Меркс се включва в Световното първенство по шосейно колоездене, провеждащо се в Мендризио, Швейцария. Маршрутът за деня е хълмист и е съставен от няколко обиколки. Меркс успява да бъде част от 5-членно откъсване на разстояние от пет обиколки от финиша. След като атакува в предпоследната обиколка, Меркс и Джимонди достигат финиша, където Меркс успява да спечели състезанието с 4 дължини на велосипеда преднина. Това му спечелва втора пъстра фланелка. Приключва календарната 1971 година с първата си победа в Обиколката на Ломбардия. Тази победа означава, че Меркс вече е спечелил всички паметници на колоезденето. Меркс прави печелившо движение, когато атакуват при спусктането на прохода Интелви. След края на сезона Меркс се грижи за таза си чрез докторска помощ.

### 1972: Часови рекорд и втора двойна победа Джиро-Тур
Поради неучастието си на пистови състезания през зимата, Меркс навлиза в кампанията на 1972 г. в по-слаба форма от предни години. В Париж-Ница Меркс чупи гръбначен прешлен в падане, когато пелотона спринтира. Противно на лекарския съвет, той започва на следващия ден едвам успяващ да кара извън седалката, което кора Оканя да го атакува няколко пъти по време на етапа. В петия етап Меркс изпреварва Оканя 150 метра преди финиша, за да спечели. Меркс губи водачеството в състезанието в последния етап от Ремон Пулидор и завършва на второ място. Обаче, Меркс спечелва за пети път Милано-Санремо, след като успява да си установи преднина при спускането на Поджио.
В Париж-Рубе той пада отново, допълнително усложнявайки травмата, която понася от Париж-Ница. Печели Лиеж-Бастон-Лиеж, предприемайки самостоятелно действие на 46 километра от финиша. Три дни по-късно, във Флеш Валон, Меркс е част от 6-членна водеща група, когато състезанието наближава края си. Меркс печели спринта на изкачването, въпреки че превключвателя на скоростите му го поставя на грешна предавка, което го принуждава да кара на по-висока предавка от очакваното. Той става третият колоездач, печелил Флеш Валон и Лиеж-Бастон-Лиеж в една и съща седмица. Въпреки парично предложение от организаторите към Меркс да участва в Обиколката на Испания през 1972 г., той избира да участва в Обиколката на Италия вместо това.
Меркс губи време в полза на испанския катерач Хосе Мануел Фуенте след четвъртия етап на Обиколката на Италия, който съдържа финиш на връх. В седмия етап Фуента атакува на първото изкачване за деня, Валико ди Монте Скуро. Въпреки това, Фуенте се пречупва близо до върха на изкачването, което позволява на Меркс и Петерсон да го настигнат и задминат. Меркс печели над 4 минути преднина пред Фуенте и става новия водач на състезанието. Допълнително увеличава преднината си с две минути след бяганията по часовник в етапи 12a и 12b, печелейки първия. Фуенте успява да надвие Меркс, когато двамата се заизкачват заедно по време на 14-и етап. Той и съотборника му Франсиско Гладос атакуват, оставяйки Меркс назад. Меркс накрая успява да ги настигне в последното изкачване на етапа. Той продължава да атакува и накрая успява да спечели етапа с 47 секунди преднина. През 17-и етап, завършващ на прохода Стелвио, Меркс губи две минути от Фуенте, поради стомашни болки, но продължава, печелейки още един етап по пътя към третата си победа на Обиколката на Италия.
Меркс се включва в Обиколката на Франция през юли, където много хора очакват схватка между него и Оканя. Той печели пролога и увеличава преднината си пред всички останали претенденти, освен Оканя, с поне три минути. Навлизайки в Пиренеите, Меркс води Оканя с 51 секунди. Фаворитите за генералното класиране карат заедно, докато състезанието стига до Кол д'Обиск в седмия етап. Оканя пука гума при изкачването, което отваря възможност за останалите колоездачи да атакуват. Оканя гони групата, но се блъска в стена при спускането и губи почти 2 минути от Меркс. Меркс е критикуван за това, че атакува, докато Оканя е със спукана гума, но Меркс отговаря, че преди година Оканя е направил същото нещо, когато състезанието в Алпите. Меркс печели следващия етап, поемайки водачеството, което губи през четвъртия етап. През следващите два големи планински етапа, единия до Мон Ванту, другия до Орсиер, той просто следва колелото на Оканя. Той печели още три етапа, преди да премине последната финиш линия в Париж като победител, като така за втори път печели Обиколката на Италия и Обиколката на Франция в една календарна година.
След като първоначално се опитва да счупи часовия рекорд през август, Меркс решава да се опита пак през октомври, след като си взема 10-дневна почивка от състезанията, за да си почине и подготви. Опитът се състои на 25 октомври в Мексико Сити, Мексико на външната писта Агустин Мелгар. Мексико е избрана държава, поради по-високата си надморска височина, а това води до по-малко въздушно съпротивление. Той пристига в Мексико на 21 октомври, за да се подготви за опита си, но два дни са загубени, поради дъждовно време. Опитът му започва в 8:46 ч. местно време и той завършва първите 10 km с 28 секунди по-бързо от предния рекорд. Въпреки това, Меркс започва прекалено бързо и с времето се измаря. Накрая успява да се възстанови и успява да постигне разстояние от 49,431 km, като така счупва текущия световен рекорд. След финиша той споменава, че болката е огромна.

### 1973: Двойна победа Джиро-Вуелта
Болест предотвратява участието на Меркс в Милан-Санремо в началото на 1973 г. В рамките на 19 дни Меркс спечелва четири класики, сред които Омлоп Хет Ниувсблад, Лиеж-Бастон-Лиеж и Париж-Рубе. Той решава да участва в Обиколката на Испания и Обиколката на Италия, вместо да участва в Обиколката на Франция. Печели пролога на Вуелтата и рано поема водачеството. Въпреки усилията на Оканя, Меркс печели общо 6 етапа по пътя си към единствената титла в Обиколката на Испания. Освен генералното класиране, Меркс печели и класирането по точки и комбинираното класиране.
Четири дни след края на Обиколката на Испания, Меркс се нарежда на стартовата линията на Обиколката на Италия. Спечелва началното отборно бягане по часовник, както и втория етап. Основният съперник на Меркс, Фуенте, губи значително време през втория етап. Меркс спечелва осми етап, който включва финиш на върха на Монте Карпеня, въпреки многобройните атаки на Фуенте по време на изкачването. Фуенте успява да спечели време единствено в предпоследния етап. Меркс, обаче, печели състезанието, водейки от началото до края, постижение, което преди това е правено единствено от Алфредо Бинда и Константе Джирарденго. Така той става и първият колоездач, спечелвал Джирото и Вуелтата през една и съща календарна година.
Световното първенство по шосейно колоездене през 1973 г. се провежда в Барселона, Испания. По време състезанието Меркс атакува на около 100 километра от финиша. Действието му е забелязано от Фреди Мартенс, Джимонди и Оканя. Меркс атакува в последната обиколка, но е застигнат от останалите трима колоездачи. Стига се до спринт между четиримата, в който Меркс завършва последен, а Джимонди излиза първи. След шосейното състезание, Меркс печели първите си Париж-Брюксел и Гранд при на нациите. Печели и Обиколката на Ломбардия, но положителен резултат на допинг тестовете го дисквалифицира. Завършва сезона с над 50 победи.

### 1974: Завършване на Тройната корона на колоезденето
През 1974 г. Меркс не успява да спечели пролетна класика за пръв път в кариерата си, от части поради това, че страда от различни болести в началото на годината. Пневмония го принуждава да спре да се състезава за месец и го кара да навлезе в Обиколката на Италия в лоша форма. Той губи време рано в състезанието от Фуенте, който успява да спечели първия планински етап на състезанието. Меркс печели време от Фуенте в единственото бягане по часовник в състезанието. Меркс атакува на 200 km от финиша след два дни в етап, преобладаван от ужасно време. Фуенте губи 10 минути от Меркс, който тогава става водач. 12-и етап завършва на върха на Тре Чиме ди Лаваредо. Фуенте и Джанбатиста Баронкели атакуват височината, докато Меркс не е способен да им се противопостави. Той успява да завърши етапа, само за да види преднината си да се топи с 12 секунди. Той задържа останалата си преднина до края на състезанието, като така спечелва петата си Обиколка на Италия.
Три дни след победата си в Джирото, Меркс се включва в Обиколката на Швейцария. Печели пролога и кара консервативно през останалата част от състезанието. Печели последния етап, индивидуално бягане по часовник, за да си подсигури цялостната победа. След като приключва състезанието, Меркс се подлага на операция за премахване на атерома на 22 юни. Пет дни след операцията той е включен в листата на Тур дьо Франс. Раната все още е леко отворена, когато състезанието започва, и кърви по време на Тура.
На Тура, Меркс печели пролога, което му дава правото да носи жълтата фланелка, която губи на следващия ден от съотборника си Жозеф Бруйер. Печели 7-и етап и отново поема лидерството, като атакува в последните километри и надделявайки над догонващия пелотон. Той разполага с 5 минути пред Пулидор, основния му опонент, след като го изпреварва на Кол дю Галибие. На следващия ден, на склоновете на Мон Ванту, Меркс кара, за да навакса загубите си, след като претърпява няколко атаки от други претенденти за генералното класиране, включително Пулидор, Винсенте Лопес Карил и Гонзало Аха. Той успява да разшири предимството си чрез няколко етапни победи след това, включително една, при която той напада 10 km преди края на етапа и завършва с почти минути и половина преднина пред догонващата група. Меркс завършва Тура с 8 етапни победи и пета генерална победа на състезанието, изравнявайки рекорда на Анкетил.
На Световното първенство по шосейно колоездене през 1974 г. в Монреал, Канада, маршрутът включва 21 обиколки с две изкачвания. Меркс и Пулидор атакуват на 7 km от финиша, след като настигат откъсналата се група. Двамата карат до финиша заедно, където Меркс печели спринта, завършвайки 2 секунди преди Пулидор. Спечелвайки състезанието, Меркс става първият колоездач, спечелвал Тройната корона на колоезденето, включваща спечелването на Обиколка на Франция, Обиколка на Италия и шосейното състезание на Световното първенство в една календарна година. Това му е и трета световна титла, като така става третият колоездач с три световни титли след Алфредо Бинда и Рик Ван Стенберген.

### 1975: Второ място на Тура
С победи на Милан-Санремо и Амстел Голд, Меркс отваря сезона на 1975 г. в добра форма, като също печели и Седмицата на Каталуния. В Каталуснката седмица Меркс губи грегаря си Бруйер, който многократно помага на Меркс, заради счупен крак. Два дни след края на състезанието, Меркс се включва в Обиколката на Фландрия Той започва атака 80 km преди финиша, като само Франс Вербек успява да му се противопостави на темпото. Вербек изостава, когато до края на състезанието остава 5 километра, което позволява на Меркс да спечели третата си титла на Обиколката на Фландрия. На Париж-Рубе Меркс пука гума при оставащи 80 km, докато е част от водеща 4-членна група. След като ги гони в продължение на три километра, той успява да ги настигне, като групата завършва заедно, а състезанието е спечелено от Де Вламинк. Меркс печели петото си издание на Лиеж-Бастон-Лиеж, атакувайки няколко пъти в последните части на състезанието.
Отношението Меркс по време на състезание се променя: колоездачите очакват той да отговаря на атаките, което го ядосва. В Обиколката на Романдия той кара с лидера на състезанието, Зутемелк, когато настъпва атака. Меркс отказва да настигне откъсването и двамата губят 14 минути. Меркс хваща настинка и възпаление на сливиците през пролетната кампания. Това го кара да е в недобра форма и той не се състезава в Обиколката на Италия. След това се включва в Критериум дю Дофине Либере, но не се представя толкова добре като Тевене, който печели състезанието. На Обиколката на Швейцария Де Вламинк печели състезанието, докато Меркс завършва втори.
В пролога на Обиколката на Франция през 1975 г. Меркс завършва втори. На следващия ден с разделени етапи, Меркс печели време от Тевене, като атакува Франческо Мозер, Ван Импе и Зутемелк. Във втората част от деня, Меркс успява да спечели време от Зутемелк. Печели индивидуалното бягане по часовник в 6-и етап, набавяйки си още преднина пред Тевене и Зутемелк. Печели и следващия часовник. По време на 11-и етап Меркс изпраща отбора си да постави темпо рано в етапа. Достигайки финалното изкачване на етапа, Меркс е сам, тъй като отборът му вече се е изморил да поставя темпото през деня. По време на изкачването към Пла д'Аде, неговото ускорение е прихванато от Зутемелк. Тогава Тевене започва атака, на която Меркс не успява да отговори и губи над 2 минути. След етапа Меркс решава да атакува Тевене на Пюи дьо Дом.
Докато изкачва Пюи дьо Дом, Тевене и Ван Импе атакуват. Меркс поддържа темпото си и държи двамата колоездачи на разстояние от сто метра. При оставащи 150 m, Меркс се подготвя за финалния си спринт, но е ударен в гърба от зрител. Той преминава финалната линия 34 секунди след Тевене, като след това започва да повръща. Ударът му оставя голямо натъртване. В деня за почивка му е открито възпалени на черния дроб, за което му е изписано лекарство.
Етапът след деня за почивка включва пет изкачвания, а Меркс чувства болка при третото изкачване в областта на удара и кара съотборник да му даде аналгетик. Тевене атакува няколко пъти при изкачването на Кол де Шам, като всичките му опити се контрирани от Меркс. Меркс отговаря като набира скорост при спускането. В началото на следващото изкачване Меркс кара съотборниците си от Molteni да поставят темпо и той се дистанцира от съперниците си преди началото на последното изкачване. Въпреки това, когато Меркс започва последното изкачване, се пречупва. Тевене го настига и задминава при оставащи 4 километра. Джимонди, Ван Импе и Зутемелк изпреварват Меркс, който финишира пети и губи минута и 26 секунди. На следващия ден Меркс настига водещата откаъснала се група и иска да настъпи напред, но колоездачите не желаят да участват в устройването на темпото, което пронуждава Меркс да се остави да бъде настигнат. Той губи още две минути от Тевене, който атакува на Кол д'Изоар. Меркс завършва на второ място, като така за пръв път не печели Тура в шестте си участия.

### 1976: Рекорно седмо Милано-Санремо
Сезонът през 1976 г. започва със седма победа на Милано-Санремо за Меркс. Това е последвано от победа в Каталунската седмица, но претърпява падане в последния етап, когато чанта на зрител се закача в кормилото му. Травмата на лакътя му пречи на представянето през пролетния сезон. Участва в Обиколката на Италия, но не успява да спечели етап за пръв път в кариерата си. Завършва на 8-о място в генералното класиране. След края на Джирото, Меркс обявява, че той и отборът му Molteni няма да се състезават в Обиколката на Франция. Участва в Световното първенство по шосейно колоездене същата година и завършва на 5-о място. През октомври завършва сезона си, а зимата прекарва почти без да кара. Molteni прекъсват спонсорирането си в края на сезона.

### 1977 – 1978: Fiat France
Fiat France става новият спонсор на отбора на Меркс, а Рафаел Жемиани става новият му мениджър. Първите му победи за сезона са в Гранд при д'Аи и в Обиколката на Средиземноморието. Меркс се съгласява да кара леко през пролетния сезон, за да си запази сили за шанс за шеста победа на Тура. Спечелва един етап на Париж-Ница, но се оттегля от последния етап на състезанието, поради синузит. По време на пролетните класики Меркс не печели нито едно състезание, като най-добрият му резултат е 6-о място в Лиеж-Бастон-Лиеж. Преди Тур дьо Франс Меркс се състезава в Критериум дю Дофине Либере и Обиколката на Швейцария, като спечелва един етап от второто.
Той приписва слабата си форма и притесненост от влошаването на предишни травми малко преди началото на Обиколката на Франция през 1977 г. Успява да се задържи на 2-ро място в продължение на две седмици. Когато състезанието навлиза в Алпите, Меркс започва да губи все повече време – губи 13 минути само в етапа до Алп д'Юез. В етапа до Сент Етиен Меркс атакува и успява да си спечели достатъчно място, за да се изкачи до 6-о място. Завършва Тура на същото място. След това Меркс се състезава в 22 състезания в разстояние от 40 дни, преди да завърши на 33-то място на Световното първенство по шосейно колоездене. Меркс печели за последен път на 17 септември в състезание с моторизирани велосипеди. В края на декември Fiat France решават да спрат спонсорството си за Меркс, за да построят по-френско центриран отбор.
През януари веригата магазини C&A обявяват, че ще спонсорират нов отбор за Меркс, след като собственикът на веригата се среща с Меркс по време на футболен мач. Планът му за сезона е да се състезава в един последен Тур дьо Франс, а след това да участва в няколко по-малки състезания. Състезава се общо пет пъти през 1978 г. Последната му победа е на пистово събитие на омниум в Цюрих на 10 февруари 1978 г. с Патрик Серкю. На 19 февруари участва в Гранд при на Монтору, където кара отпред с големи услия, преди да се отклони и да напусне състезанието. Най-доброто му представяне тази година е на Обиколка на От, където завършва на 5-о място. Последното си състезание завършва на 19 март в Кемзеке. След него Меркс заминава на ваканция на ски. Завръща се, за да тренира още, но по това време отборният му мениджър вече знае, че Меркс ще напусне. Меркс обявява пенсионирането си от спорта на 18 май. Заявява, че лекарите му са го съветвали да се оттегли от състезанията.

## Пенсиониране
След оттеглянето си от състезанията, Меркс отваря собствена компания, Eddy Merckx Cycles, на 28 март 1980 г. в Брюксел. Първоначалните работници, които са наети в цеха, са обучени от Уго Де Розе, известен проектант на велосипеди, преди да започнат работа. Компания почти банкрутира и е въвлечена в данъчен скандал. Меркс прекарва времето си като дава обратна връзка за моделите, докато се произвеждат. Въпреки финансовите проблеми, брандът става престижен и успешен, бидейки използван от няколко успешни колоездачни отбора през 1980-те и 1990-те години. Меркс се отказва от директорския си пост през 2008 г. и продава повечето си акции, но все още тества велосипедите, които се създават. Към януари 2015 г. бизнесът все още е базиран в Белгия и изнася стоки към 25 държави.
Меркс организира белгийските национални отборни първенства в продължение на 10 години, между 1986 и 1996 г. Работи като състезателен директор за Обиколката на Фландрия за кратко. Той временно спонсорира младежки отбор, в който участва сина му, Аксел. Той помага с организирането на Гран при Еди Меркс, който започва като събитие с индивидуално бягане по часовник само с покана, но по-късно става на отборно бягане по часовник. Събитието се отменя след 2004 г., поради липса на интерес от страна на колоездачите.
Изиграва ключова роля в основаването на Обиколката на Катар през 2002 г. През 2001 г. Хамад бин Халифа Ал Тани, бившият емир на Катар, се свързва с Меркс и му казва за интереса си в започването на колоездачно състезание, за да покаже страната си. Тогава Меркс се свързва с президента на Международния съюз на колоездачите (UCI), който проверява пътищата на Катар. След успешна инспекция, Меркс се свързва със Спортната организация Амори, искайки да работят заедно, като той планира състезанието. Договарят се през 2001 г. Меркс официално е съ-собственик на състезанието и помага с организирането му. Освен това Меркс помага на Катар да си подсигури правото да е домакин на Световното първенство по шосейно колоездене през 2016 г., а също и проектира маршрута на шосейното състезание. Меркс е съ-собственик и помага с организирането на Обиколката на Оман.
Еди Меркс посещава България през 2005 г., когато дава старт на международния турнир за Гран при на Слънчев бряг. Оттогава белгиецът сътрудничи с КК „Несебър“, за който произвежда екипировка за колоездене.

## Личен живот
Меркс официално започва да се вижда с Клодин Аку през април 1965 г. Тя е учителка на 21 години и дъщеря на треньор от националния аматьорски отбор. Меркс пита баща ѝ за позволение да се ожени за нея между две пистови състезания. На 5 декември 1967 г. Меркс се жени за Аку. Тя често се заема с пресата вместо мъжа си, който е по-срамежлив. Клодина ражда първото им дете, Сабрина, на 14 февруари 1970 г. Меркс пропуска тренировъчен лагер с отбора си, за да бъде с Клодин при раждането на Сабрина. Клодин по-късно ражда Аксел, който става професионален колоездач като баща си. Майчиният език на Меркс е фламандски, но учи френски в училище.
През 1996 г. кралят на Белгия, Албер II, връчва титлата барон на Меркс. В Италия Меркс получава титлата Кавалиере, а през 2011 г. е награден с Орден на почетния легион от френския президент Никола Саркози в Париж. Меркс е любител на изкуството и заявява, че любимият му художник е сюрреалистът Рене Магрит, но Салвадор Дали също е сред любимците му.
Преди старта на третия етап на Обиколката на Италия през 1968 г., у Меркс е открито сърдечно заболяване. Кардиологът Джанкарло Лавецаро открива, че Меркс има необструктивна хипертрофична кардиомиопатия, диагноза, от която са си отишли няколко млади атлета. През 2013 г. на Меркс е поставен пейсмейкър, за да поправи проблема със сърдечния ритъм. Операцията е извършена на 21 март в Генк като превантивна мярка. Меркс споменава, че никога не е имал проблеми със сърцето, докато се е състезавал, макар няколко членове на семейството му да почиват от сърдечни проблеми. През май 2004 г. претъпява операция на хранопровода, за да излекува болка, която има от дете. През август обявява, че е изгубил близо 30 kg след процедурата.

## Наследство
Меркс се счита от мнозина за най-великия и най-успешния колоездач на всички времена. Той се справя добре както на Гранд туровете, така и на еднодневните класики. Той е много добър часовникар и катерач. Известен е със състезателния си стил, при който атакува постоянно. Атаката е най-добрата защита на Меркс. Въпреки безспирните си атаки, той понякога кара отбранително, особено на Обиколката на Италия срещу Фуенте. Меркс участва в над 1800 състезания през кариерата си, от които печели 525. Поради доминирането му спорта, някои спортни историци наричат периода „ерата Меркс“. Между 1967 и 1977 г. Меркс се състезава в между 111 и 151 състезания всеки сезон. През 1971 г. участва 120 пъти и печели 54 от събитията, което е повече спечелени състезания от който и да е колоездач за един сезон. Меркс се съгласява, че е най-добрия за поколението си, но настоява, че не е практично да се сравняват различни поколения.
Той държи рекорда за най-много победи на Гранд тур – 11, както и рекорда за най-много етапни победи на Гранд тур – общо 64. При Обиколката на Италия и Обиколката на Франция държи рекорди за най-голям брой дни, носейки фланелката на водача – съответно 78 и 96. Държи е рекорда за най-много етапни победи на Тур дьо Франс – 34.
Получава прозвището си Канибала от дъщерята на Кристиан Ремон, съотборник на Меркс. Ремон коментира, че Меркс не оставя никой да спечели, на което дъщеря му отговаря, че Меркс е канибал. Ремон харесва прякора и го споменава на пресата. В Италия, Меркс е познат под прякора Чудовището (на италиански: il mostro).

## Допинг
Меркс води в Обиколката на Италия през 1969 г. след завършването на 16-и етап в Савона. След етапа, Меркс отива в мобилната лаборатория, за да проведе допинг тест. Меркс дава положителен резултат за фенкамфамин и амфетамин. Провежда се втори тест, който също излиза положителен. Думата се разпространява, а положителният тест означава, че Меркс трябва да не се състезава за месец. Директорът на състезанието Винченцо Ториани отлага началото на 17-и етап в опит да убеди президента на Италианската колоездачна федерация да позволи на Меркс за се състезава. Уви, президентът не е в офиса си и Ториани е принуден да започне етапа, дисквалифицирайки Меркс. През следващите дни Международния съюз на колоездачите премахва забраната.
От самото начало Меркс твърди, че е невинен, заявявайки: „Аз съм чист колоездач и не ми трябва да взимам каквото и да е за да спечеля.“. Твърди, че неговите проби не са тествани неефективно. След инцидента започват да се появяват конспиративни теории, че пробата с урина не е на Меркс и че на Меркс е дадена бутилка със стимулант в нея.
На 8 ноември 1973 г. е обявено, че Меркс е дал положителен резултат за фенилпропаноламин, след като месец по-рано печели Обиколката на Ломбардия. След като научава, че първият тест е бил положителен през октомври, той си извършва контра-анализ, който също излиза положителен. Веществото се съдържа в лекарство за кашлица, което му е изписано от отборния лекар, д-р Кавали. Меркс е дисквалифициран от състезанието, а победата е приписана на финиширалия втори Жимонди. На Меркс е забранено да се състезава за месец и е глобен 150 000 лири. Меркс признава, че е приемал лекарството, но и че въпросната съставка не е била на етикета на бутилката със сиропа.
На 8 май 1977 г. Меркс, заедно с още няколко колоездача, дава положителен резултат за стимуланта пемолин по време на Флеш Валон. Колоездачите са глобени 24 000 песети и им е забранено да се състезават за един месец. Първоначално Меркс обявява намерението си да възрази на наказанието, казвайки, че той е взимал само вещества, които не са забранени. Осмото място на Меркс в състезанието е отменено. Години по-късно, Меркс признава, че е взимал забранено вещество, казвайки, че е не е трябвало да се довери на доктора.
Поради положителните резултати за допинг на Меркс през кариерата му, той бива помолен от организаторите на Световното първенство по шосейно колоездене през 2007 г. в Щутгарт да не се доближава до събитието. Организаторите казват, че те трябва да бъдат модел за подражание. Меркс не е сам и няколко други колоездачи също са помолени да не припарват до събитието.

## Награди
- Барон чрез кралски декрет;
- Командир на Ордена на почетния легион;
- Офицер на Орден на Леополд II;
- Рицар на Орден на заслуги на Италианската република.